# Jürgen Klein (Anglist)
Jürgen Klein (* 24. Oktober 1945 in Detmold) ist ein deutscher Anglist mit Schwerpunkt anglistische Literaturwissenschaft. Er war von 1991 bis 1994 Vertreter und von 1994 bis 2011 Inhaber des Lehrstuhls für Englische Literaturwissenschaft und Landeskunde (Geistes- und Kulturgeschichte Großbritanniens) an der Ernst-Moritz-Arndt-Universität Greifswald. Seit 2004 lehrt er an der Helmut-Schmidt-Universität – Universität der Bundeswehr Hamburg Grundlagen des Literaturverstehens sowie englische Literatur- und Kulturgeschichte.
Seine Arbeitsgebiete sind Geschichte der englischen Literatur (Frühneuzeit, Aufklärung, Romantik, klassische Moderne), englisch-deutsche Literaturbeziehungen sowie Ideengeschichte, Literaturtheorie, Theorien- und Wissenschaftsgeschichte. Außerdem hat er Arbeiten zur Philosophie, europäischen Kulturgeschichte sowie zur Kunst- und Architekturgeschichte veröffentlicht.

## Leben
Jürgen Klein wurde 1945 in Detmold geboren. Er legte in Detmold am Staatlichen Aufbaugymnasium (heute: Christian-Dietrich-Grabbe-Gymnasium) 1965 sein Abitur ab. Er studierte von 1965 bis 1973 Anglistik, Philosophie (bei Julius Ebbinghaus und Klaus Reich), Soziologie und Politische Wissenschaft an der Philipps-Universität Marburg. Als British Council Scholar im Hilary Term studierte er 1975 in Oxford, u. a. bei Alfred J. Ayer. Er war Promotionsstipendiat des Landes Hessen und wurde in Marburg an der Philipps-Universität mit der Arbeit Der gotische Roman und die Ästhetik des Bösen 1973 zum Dr. phil. promoviert. Verheiratet mit Sybille Bilau (1971), gesch. 1991; Kinder: ein Sohn, zwei Töchter.
Nach der Promotion übernahm er 1973 eine wissenschaftliche Assistentenstelle bei Christian W. Thomsen an der Universität Siegen, wo er sich 1981 mit der Arbeit Radikales Denken in England: Neuzeit habilitierte. Danach wirkte er als Privatdozent für Anglistik/Literaturwissenschaft in Siegen und wurde dort 1982 zum Professor für Anglistik auf Zeit berufen. 1985 vertrat er den Lehrstuhl Englische Philologie I (besetzt von H.-J. Zimmermann) an der Ruprecht-Karls Universität Heidelberg, 1986 übernahm er die Vertretung des Lehrstuhls Anglistik II für K. L. Pfeiffer an der Universität-GHS-Siegen. 1987 erfolgte in Siegen seine Berufung und Ernennung zum Fiebiger-Professor (C3) des Landes Nordrhein-Westfalen. Er war Visiting Scholar am Wolfson College der University of Cambridge 1996 und 1997 sowie Honorary Senior Research Fellow an der University of Glasgow.
Ab 1991 wirkte Klein an der Ernst-Moritz-Arndt-Universität Greifswald, zunächst als Lehrstuhlvertreter (1991–1994) und von 1994 bis 2011 als Lehrstuhlinhaber für Englische Literaturwissenschaft sowie Geistes- und Kulturgeschichte Grossbritanniens. 2005 organisierte er den Deutschen Anglistentag in Greifswald. Er war Fellow des vormaligen Zentrums zur Erforschung der Frühneuzeit (Johann Wolfgang Goethe-Universität Frankfurt am Main) und Mitglied der Forschergruppe PEARL an der Sorbonne III, Paris. Forschungs- und Vortragstätigkeiten führten ihn an zahlreiche Universitäten im englischsprachigen Ausland und in europäische Staaten.
Klein ist seit 2004 Gründer und Herausgeber der Zeitschrift Flandziu, eine Halbjahresschrift für Literatur der Moderne [N.F. Jg. 16, Heft 1/2. 2024, ersch. 7/2025], sowie der Buchreihen Aspekte der englischen Geistes- und Kulturgeschichte und  zusammen mit dem inzwischen verstorbenen Christoph Houswitschka Britannia. Studies and Texts in English und Kultur – Literatur – Kunst (Essen 1985–1995). Er ist zudem Mitherausgeber von Schnittpunkte (Tübingen 1997–2007).  Seit  2008 leitet er den Shoebox House Verlag für Literatur und Geisteswissenschaften in Hamburg. 2015 wurde die neue Buchreihe Sammlung Flandziu gegründet.
Klein ist Mitglied in der Grabbe-Gesellschaft, der Wolfgang-Koeppen-Gesellschaft (1. Vorsitzender 2005–2015), der International Society for Intellectual History, der IAUPE (International association of university professors of English), des Anglistentags, der Gesellschaft für Geschichte der Wissenschaft, der Medizin und der Technik, der Uwe Johnson-Gesellschaft und des PEN Deutschland. Er war über mehrere Jahre Fachberater Anglistik für die Wissenschaftliche Buchgesellschaft, Beiratsmitglied der UNIVERSITAS sowie der amerikanischen Zeitschrift 1650-1850. Ideas, Aesthetics, and Inquiries in the Early Modern Era. 

## Veröffentlichungen
Monographien
- Der Gotische Roman und die Ästhetik des Bösen. Wissenschaftliche Buchgesellschaft, Darmstadt 1975 (= Impulse der Forschung, Band 20).
- Byrons romantischer Nihilismus (= Salzburg studies in English literature. Band 97). Institut für Anglistik und Amerikanistik, Salzburg 1979.
- Theoriengeschichte als Wissenschaftskritik. Athenäum, Königstein/Ts 1980 (= Monographien zur philosophischen Forschung. Band 201).
- England zwischen Aufklärung und Romantik. Studien zur Literatur und Gesellschaft einer Übergangsepoche. Narr, Tübingen 1983.
- Denkstrukturen der Renaissance. Ficino – Bruno – Machiavelli und die Selbstbehauptung der Vernunft. Die Blaue Eule, Essen 1984.
- Virginia Woolf: Genie – Tragik – Emanzipation. Heyne, München 1984; 2. Auflage ebenda 1992.
- Radikales Denken in England: Neuzeit. Studien zur Geistes- und Sozialgeschichte. Peter Lang, Frankfurt am Main / Bern / New York 1984.
- Beyond Hermeneutics. Zur Philosophie der Literatur- und Geisteswissenschaften. Die Blaue Eule, Essen 1985.
- Anfänge der englischen Romantik 1740–1780. Heidelberger Vorlesungen. Carl Winter Universitätsverlag, Heidelberg 1986 (= Anglistische Forschungen. Band 191).
- Astronomie und Anthropozentrik: die Copernicanische Wende bei John Donne, John Milton und den Cambridge Platonists. Lang, Frankfurt am Main / Bern / New York 1986.
- Francis Bacon oder die Modernisierung Englands. Olms, Hildesheim / Zürich / New York 1987.
- Literaturtheorie und englischer Modernismus im frühen 20. Jahrhundert. Die Blaue Eule, Essen 1991.
- „My love is a fever“. Eine Lektüre von Shakespeares Sonetten. Fink, München 2002.
- Francis Bacon. In: Stanford Encyclopedia of Philosophy. 2003. Überarbeitete Fassung 2012.
- Elisabeth I. und ihre Zeit. Beck, München 2004; 2. erweiterte Auflage ebenda 2010;  3. Auflage 2021.
- Schwarze Romantik. Studien zur englischen Literatur im europäischen Kontext. Lang, Frankfurt am Main / Berlin / Bern / Brüssel / New York / Oxford / Wien 2005.
- Mathematik des Begehrens. Hamburg 2011.
- England und der Kontinent. Subjektivität und Imagination von der Renaissance bis zur Moderne. Lang, Frankfurt am Main / Berlin / Bern / Brüssel / New York / Oxford / Wien 2008.
- Venezianische Augenblicke. Mit einem Gedicht von Rüdiger Görner. Shoebox House, Hamburg 2014.
- Dialog mit Koeppen. Wilhelm Fink, Leiden/Boston/Singapur/Paderborn 2017, ISBN 978-3-7705-6211-4.
- Nachrichten aus meiner Bibliothek. Außenseiter der Moderne. Shoebox House Verlag, Hamburg 2020, ISBN 978-3-941120-39-6.
- On Modernism. Lang, Frankfurt am Main / Berlin / Bern / Brüssel / New York 2022, ISBN 978-3-631-87405-9.
- Theoriengeschichte als Wissenschaftskritik. Zur Genesis der literaturwissenschaftlichen Grundlagenkrise in Deutschland. Neuauflage. Velbrück Wissenschaft, Weilerswist 2023, ISBN 978-3-95832-305-6.
- Shakespeare: Humanität im Spannungsfeld von Kontrast und Konflikt (= Britannia. Band 21). Peter Lang, Frankfurt am Main 2024, ISBN 978-3-631-67203-7.

Herausgeber
- Studenten lesen Joyce. Interpretationen zum Frühwerk. Stephen Hero – Dubliners – A Portrait of the Artist as a Young Man. Die Blaue Eule, Essen 1984.
- mit H.-D.Erlinger: Wahrheit – Richtigkeit und Exaktheit. Die Blaue Eule, Essen 1986.
- mit Johannes Kramer: J. H. Alsted, Herborns calvinistische Theologie und Wissenschaft im Spiegel der englischen Kulturreform des frühen 17. Jahrhunderts. Peter Lang, Frankfurt/Bern/New York/Paris 1988.
- State, Science, and Modernization in England from the Renaissance to the Present Time. Olms, Hildesheim/New York/Zürich 1994.
- mit Fred Burwick: The Romantic Imagination: Literature and Art in England and Germany. Rodopi, Amsterdam/Atlanta, GA 1996.
- mit Dirk Vanderbeke: Anglistentag Greifswald 1995. Max Niemeyer, Tübingen 1996.
- Francis Bacon, Neu-Atlantis. Reclam, Stuttgart 1982; Neuauflage 2003; Ditzingen 2022.
- Francis Bacon, Essays, hrsg. von L. L. Schücking, Nachwort und Literaturhinweise von Jürgen Klein. Reclam: Ditzingen 2005.
- T. S. Eliot, poeta doctus, Tradition und die Konstitution der klassischen Moderne. Mit einem Beitrag von Wolfgang Iser. Lang, Frankfurt am Main/Berlin/Bern/Brüssel/New York/Oxford/Wien 2003.
- mit Edgar Maas und Jürgen Ritte: Aufklärung und Modernität. Eine Freundesgabe für Peter-Eckhard Knabe. Tübingen 2006.
- mit Anne Hegerfeldt und Dirk Vanderbeke: The Mighty Heart or The Desert in Disguise? The Metropolis between Realism and the Fantastic. Tübingen 2007.
- Hans Ulrich Gumbrecht, Präsenz. Herausgegeben mit einem Nachwort von Jürgen Klein. Suhrkamp 2012.
- mit Mascha Hansen: Great Expectations. Futurity in the Long Eighteenth Century. Peter Lang, Berlin/New York/Bern/Frankfurt 2012 (= Britannia. Texts and Studies in English, vol. 16).
- Thomas Hobbes: Leviathan. Reclam, 2013.
- 200 Aufsätze in Zeitschriften, Sammelbänden, herausgegebenen Bänden und Festschriften, z. B.:
- Chronos, "Tizian und Shakespeare: Umgestaltungen und Variationen des antiken Kronos-Stoffes in der subjektivistischen Zeitmythologie der Renaissance", in: Antike und Abendland (1987), Heft 1:53 - 89 (de Gruyter).
- "Marcel Reich-Ranickis Koeppen. Über eine Freundschaft". In: Literaturkritik.de, 29. Juni 2016.
- "Die Frage nach der Romantik", in: Flandziu, N. F., 16. Jg., 2024, Heft 1 und 2 (ersch. 7 / 2025), S. 11–159.
- Hörfunk- und FS-Beiträge (1984 - 2024) für: HR, radio bremen, WDR, NDR, Deutschlandradio, ZDF, Deutschlandradio nova.